# Pholidota chinensis
Pholidota chinensis là một loài thực vật có hoa trong họ Lan. Loài này được Lindl. miêu tả khoa học đầu tiên năm 1847.

## Hình ảnh

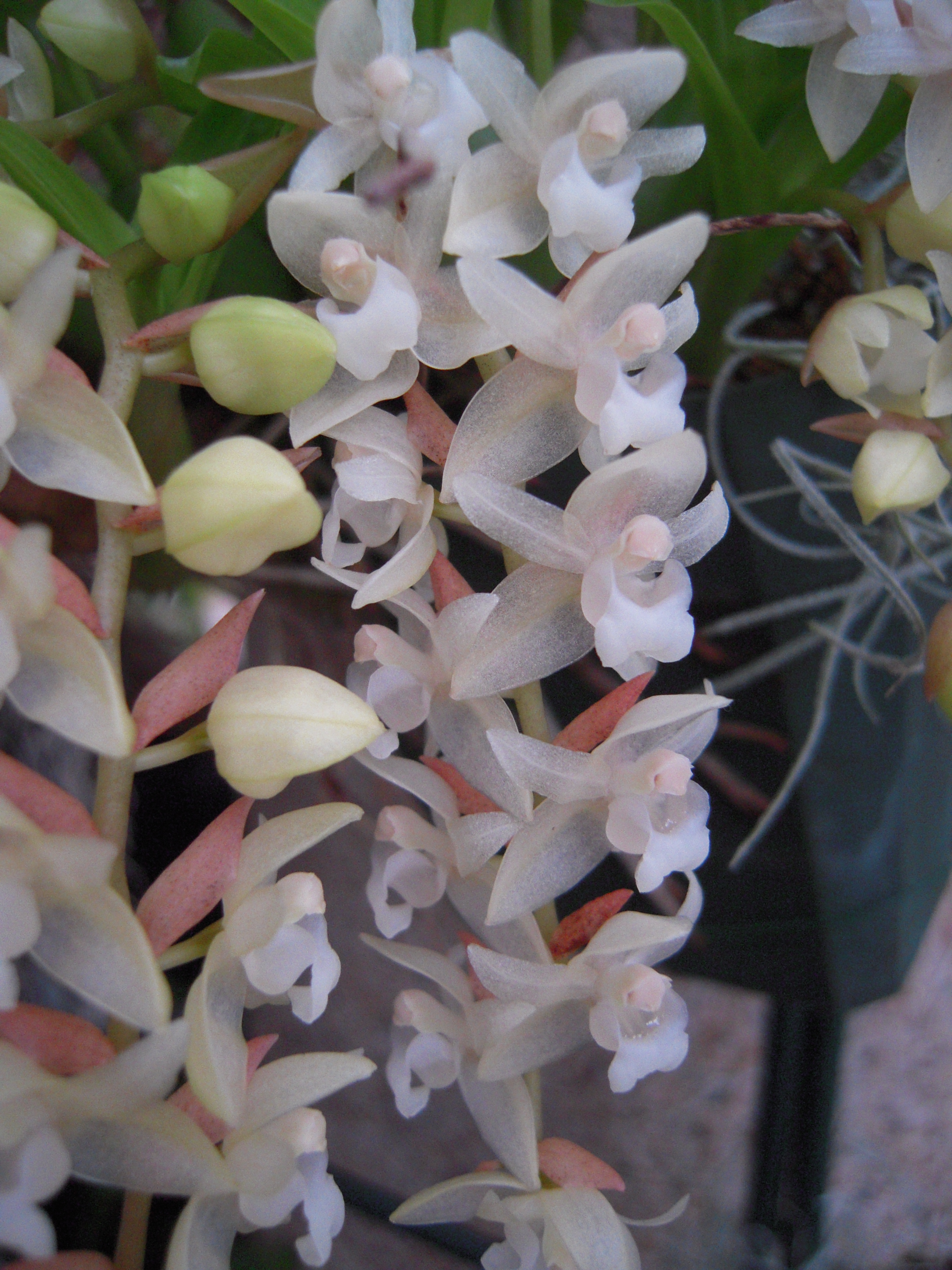
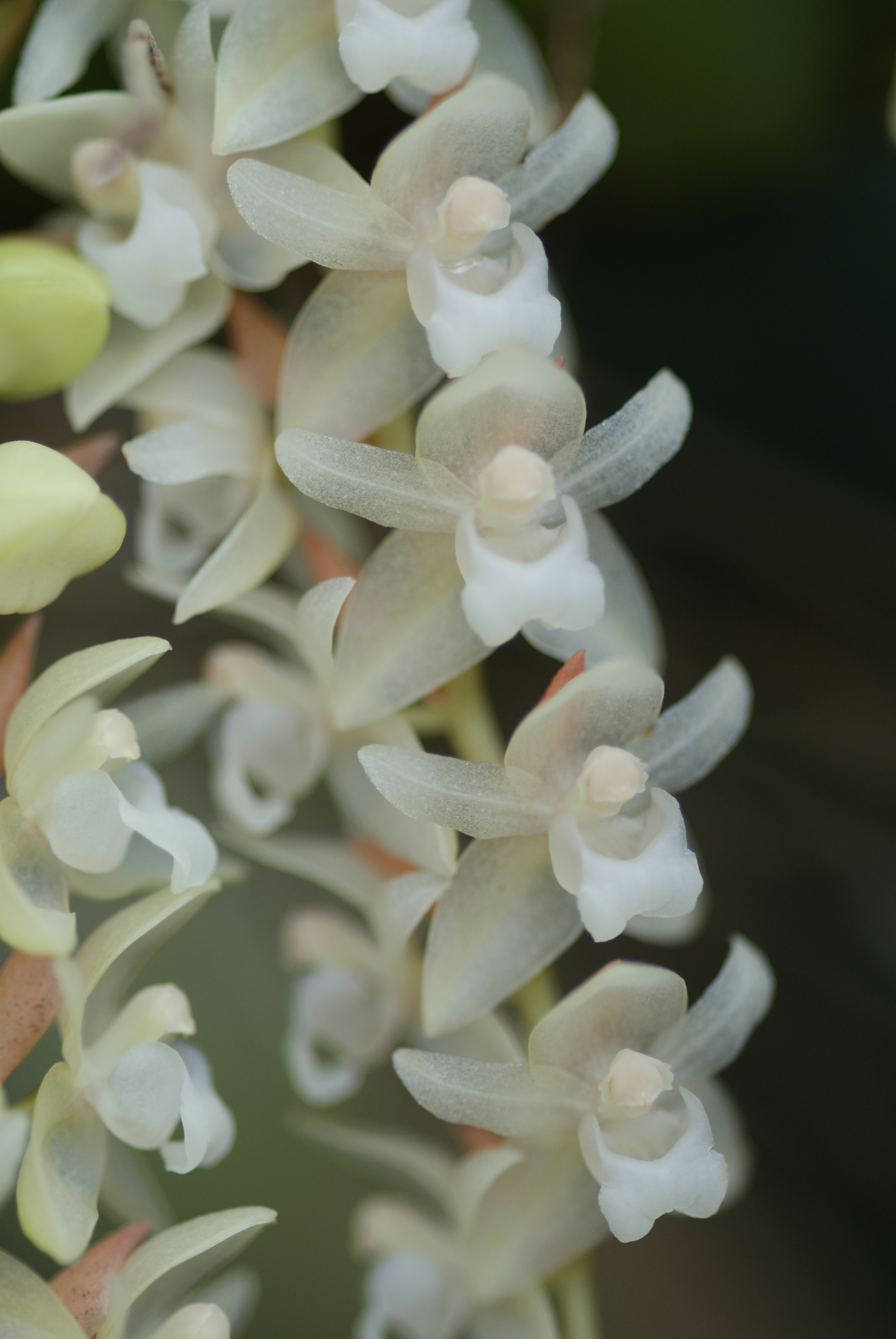